# Stig Sigmund
Stig Artur Sigmund, ursprungligen Blomqvist, född 25 mars 1912 i Malmö, död 24 januari 1992 i Vollsjö, var en svensk målare, tecknare och teaterdekoratör.

## Biografi
Stig Sigmund var son till Alfred Blomqvist och Hermina Hallberg och från 1948 gift med Jutta Alice Vera Andersen. Han studerade vid Skånska målarskolan i Malmö 1929–1930 och vid Tekniska skolan i Stockholm 1931 samt under studieresor till Tyskland, England, Nederländerna, Italien, Tjeckoslovakien, Belgien och Jugoslavien 1935–1939. Separat ställde han ut på Malmö rådhus 1944. Att han studerat vid Skånska målarskolan och där tog intryck av sin studiekamrat Ivan Jordell framkommer i hans något äldre målningar från Limhamn och Malmö där han målat av båtar och varvsexteriörer i Jordells stil. Som teaterdekoratör utförde han kulisser för Hippodromteatern i Malmö, Casinoteatern i Stockholm samt för Riksteatern. Hans konst består av landskap, stadsbilder, stilleben och figurmotiv. 
Stig Sigmund är gravsatt i minneslunden på Södra Åsums kyrkogård.

## Teater

### Scenografi
| År   | Produktion                       | Upphovsmän                          | Regi           | Teater        | Noter       |
| ---- | -------------------------------- | ----------------------------------- | -------------- | ------------- | ----------- |
| 1945 | Galopperande hickan, revy        | Stig Bergendorff och Gösta Bernhard | Gösta Terserus | Casinoteatern | Även kostym |
| 1947 | Alltid pippi, revy               | Stig Bergendorff och Gösta Bernhard | Gösta Terserus | Casinoteatern |             |
| 1948 | Oh, eller Olympiska hetsen, revy | Stig Bergendorff och Gösta Bernhard | Gösta Terserus | Casinoteatern |             |
| 1950 | 25-öresrevyn, eller Hjälp, revy  | Stig Bergendorff och Gösta Bernhard | Gösta Terserus | Casinoteatern |             |
| 1951 | Drömtolvan, revy                 | Stig Bergendorff och Gösta Bernhard | Gösta Terserus | Casinoteatern |             |